# Subsecretaria de Foment
La Subsecretaria de Foment és la subsecretaria del Ministeri de Foment d'Espanya. Des del 18 de juny de 2018 el Subsecretari és Jesús Manuel Gómez García.

## Funcions
D'acord amb el Reial decret 362/2017, li correspon a la Subsecretaria de Foment:
- Les funcions que li reconeix la Llei 40/2015.
- La programació i pressupost de recursos econòmics i financers del Departament, el seguiment de la seva execució i el control del compliment de la política inversora.
- Administrar els crèdits per a despeses dels pressupostos del Ministeri propis de la Sotssecretaria, aprovar les modificacions pressupostàries dels mateixos, aprovar i comprometre les despeses amb càrrec a aquells crèdits i reconèixer les obligacions econòmiques i proposar el seu pagament en el marc del pla de disposició de fons del Tresor Públic, tot això dins de la quantia que, si escau, estableixi el Ministre a aquest efecte.
- La gestió i concessió de subvencions i ajudes en l'àmbit de competències del Ministeri de Foment d'Espanya no atribuïdes a altres òrgans del Departament, amb els límits establerts pel titular del Departament.
- La direcció i impuls de la política en geografia i coordinació en matèria de cartografia, astronomia, geodèsia i geofísica.
- La gestió de la comunicació i de la publicitat institucional del Departament i l'elaboració del Pla anual de Publicitat del Ministeri de Foment, i de la col·laboració en l'execució de la política editorial del Departament.
- L'establiment i gestió dels sistemes d'informació, així com de les infraestructures en matèria de Tecnologies de la Informació i les Comunicacions, en l'àmbit del Ministeri de Foment.
- L'establiment i gestió dels sistemes d'informació del Ministeri de Foment dirigits als ciutadans, l'atenció i informació als ciutadans, així com la comunicació i publicitat dels organismes i empreses dependents del Ministeri, i la coordinació de les Àrees Funcionals del departament integrades en les Delegacions del Govern.

## Estructura
De la Subsecretaria d'Afers Exteriors i de Cooperació depenen els següents òrgans directius:
- Secretaria General Tècnica.
- Direcció general de Programació Econòmica i Pressupostos.
- Direcció general d'Organització i Inspecció.
- Direcció general de l'Institut Geogràfic Nacional
- Gabinet tècnic de la Subsecretaria.
- Advocacia de l'Estat en el Departament.
- Intervenció Delegada en el Departament de la Intervenció General de l'Administració de l'Estat.

### Organismes adscrits
- El Consell d'Obres Públiques.
- La Comissió d'Investigació d'Accidents i Incidents d'Aviació Civil.
- La Comissió d'Investigació d'Accidents Ferroviaris.
- La Comissió d'Investigació d'Accidents i Incidents Marítims.
- El Centre Nacional d'Informació Geogràfica (CNIG).

A més, el Subsecretari és el president del Consell Superior Geogràfic i de la Comissió Espanyola de Geodèsia i Geofísica.

## Lista de Subsecretaris[calcitació]
| Nom                                    | Professió / Cos de funcionaris                       | Any de naixement | Data de nomenament     |
| -------------------------------------- | ---------------------------------------------------- | ---------------- | ---------------------- |
| Luis Ortiz González (1)                | Cos Superior d'Inspectors d'Hisenda de l'Estat       | 1932             | 23 de juliol de 1976   |
| Manuel Fraile Clivilles (1)            | Lletrat del Consell d'Estat                          | 1943             | 13 de maig de 1977     |
| Ignacio Bayón Mariné (2)               | Lletrat del Consell d'Estat                          | 1944             | 10 de juliol de 1977   |
| Alejandro Rebollo Álvarez-Amandi (2)   | Cos Superior d'Inspectors d'Hisenda de l'Estat       | 1934             | 3 d'abril de 1978      |
| Pedro José López Jiménez (1)           | Enginyer de Camins                                   | 1942             | 21 d'abril de 1978     |
| Manuel Pérez Olea (1)                  | Cos Superior d'Administradors Civils de l'Estat      | 1934             | 20 d'abril de 1979     |
| Juan Carlos Guerra Zunzunegui (2)      | Advocat                                              | 1935             | 13 de juny de 1980     |
| Juan Antonio Guitart y de Gregorio (1) | Enginyer de Camins                                   |                  | 13 de març de 1981     |
| Carlos Merino Vázquez (2)              |                                                      | 1942             | 18 de desembre de 1981 |
| Baltasar Aymerich Corominas (1)        | Professor Universitari                               | 1943             | 7 de desembre de 1982  |
| Gerardo Entrena Cuesta (3)             | Cos Superior d'Administradors Civils de l'Estat      | 1936             | 7 de desembre de 1982  |
| Ricardo González Antón (3)             | Cos Superior d'Administradors Civils de l'Estat      | 1936             | 24 de juliol de 1985   |
| José de Gregorio Torres (1)            | Advocat                                              | 1948             | 1 d'agost de 1986      |
| Emilio Pérez Touriño (3)               | Professor Universitari                               | 1948             | 1 d'agost de 1986      |
| Javier Mauleón Álvarez de Linera (1)   | Magistrat                                            | 1949             | 13 de novembre de 1987 |
| Antonio Llarden Carratala (1)          | Ingenieros Industriales                              | 1951             | 21 d'abril de 1991     |
| Victor Calvo-Sotelo Ibáñez-Martín (4)  | Enginyer de Camins                                   | 1961             | 10 de maig de 1996     |
| Adolfo Menéndez Menéndez (4)           | Cos d'Advocats de l'Estat                            | 1958             | 5 de maig de 2000      |
| Mª Encarnación Vivanco Bustos (4)      | Cos Superior d'Inspectors d'Hisenda de l'Estat       | 1948             | 19 d'abril de 2004     |
| José María Ramírez Loma (4)            | Cos Superior d'Inspectors d'Hisenda de l'Estat       | 1952             | 21 d'octubre de 2008   |
| Jesús Salvador Miranda Hita (4)        | Cos Superior d'Inspectors d'Hisenda de l'Estat       | 1958             | 17 d'abril de 2009     |
| Mario Garcés Sanagustín (4)            | Cos Superior d'Inspectors d'Hisenda de l'Estat       | 1967             | 30 de desembre de 2011 |
| Rosana Navarro Heras (4)               | Cos Superior d'Inspectors d'Assegurancess de l'Estat | 1968             | 18 de novembre de 2016 |
| Jesús Manuel Gómez García (4)          | Cos Superior d'Interventors i Auditors de l'Estat    | 1970             | 18 de juny de 2018     |

(1) Subsecretari d'Obres Públiques i Urbanisme
(2) Subsecretari de Transports i Comunicacions
(3) Subsecretari de Transports, Turisme i Comunicacions
(4) Subsecretari de Foment